# ジョン・ラングドン・ダウン
ジョン・ラングドン・ヘイドン・ダウン（英語: John Langdon Haydon Down、1828年11月18日 - 1896年10月7日）は、イギリスの内科医。先天性疾患の一つであるダウン症候群（一般に「ダウン症」と呼ばれる）の発見で知られる。

## 経歴
1828年、コーンウォールのトアポイントに生まれる。父はロンドンデリー出身、母は北デヴォン出身であった。ダウンは地元の学校に通う傍ら、デヴォンポートの古典・数学学校にも通った。
14歳からダウンは父の薬屋で働き始めた。ここでの経験が、ダウンに化学の道を選ばせるきっかけとなった。18歳になったダウンはロンドンへと出向き、外科医の職を得た。ホワイトチャペル・ロードに居を構えたダウンは、怪我人の介抱や抜歯に加えて、薬瓶の洗浄や薬品の調合まで幅広い業務を経験した。後に彼はブルームスベリー・スクエアの製薬所に入り、有機薬剤の製薬によって賞を得た。また彼はマイケル・ファラデーとも会ったことがあり、気体に関する実験に参加しファラデーの助手を務めたこともある。トアポイントに住む父からも度々手助けを求められた。
1853年にダウンはロンドン病院に研修医として入った。彼はそこでも輝かしい業績を残し、1856年には内科医や薬種商を受け持つリヴァリ・カンパニーやイングランド王立外科医師会から認定を受けるほどであった。1858年にはサリーのアールズウッド精神病院に医療監督官として就任した。
アールズウッド精神病院に勤務することとなったダウンは、病院の改革を決定した。それと並行して、彼はロンドンで医学士、ゴールドメダル、医学博士を立て続けに取得した。ロンドン病院にて内科医助手に選ばれてからもイールスウッドに住み続け、ロンドンとアールズウッドにて研究を続けた。
ダウンが計画したアールズウッド改革は次のようなものであった。それまで、アールズウッドに収容された患者は肉体罰を受け続け、身体は汚く放置されたまま、教育を受けることもなかった。ダウンは患者に対する肉体罰の実施を全面禁止にし、患者に対しては温和に接し報酬や賛辞を与えることを定めた。患者の尊厳は十分に尊重し、患者らに対しては教養として乗馬、ガーデニング、工作、弁論術を教育することとした。
1866年、ダウンは"Observations on an Ethnic Classification of Idiots"と題した文書を書いた。その中で彼は、種々の精神状態について民族的特徴から分類することの可能性を理論として提唱した。その民族特徴として、彼は特にマレー系、コーカサス系、エチオピア系の三種類の人種を取り上げた。この文書は現在「ダウン症候群」として知られる疾患について記載されているものであったが、ダウンはこの疾患を蒙古系を始めとする特定人種に特有の疾患と定義した。その結果として、ダウン症候群は「蒙古症、または、モンゴリズム（英語: Mongolism）」として知られるようになり、現在ダウン症候群とされる疾患を抱える人々は「モンゴロイド」（一般的には「モンゴル人」の意）と呼ばれるようになった。またダウンは同文書において、単なる疾病によって白人種の人々の顔が他人種の顔に近づくことが起こりうるのであれば、人種の違いは変化の結果に過ぎず、人間は種として同一であることが証明されると説明している。
1868年、ダウンはテディントンに位置するノルマンズフィールド病院近郊に自身の邸宅を構えた。ノルマンズフィールド病院は発達障害や知的障害を抱えた人を扱う病院で、邸宅でも子供らの相手をした。ダウンの息子のレジナルドとパーシヴァルはロンドン病院にて医学研修を受けており、研修修了後はダウンと共にノルマンズフィールドで勤務、1896年のダウンの死後もダウンの跡を継いで病院に務めた。
ノルマンズフィールド病院は2*級イギリス指定建造物に指定され、現在はラングドン・ダウン・センターとして知られている。またノルマンズフィールド病院にはダウン症候群協会の本部が併設されている。
ダウンの故郷であるトアポイントには、彼の業績を功した「ラングドン・ダウン・ウェイ」が存在する。

## 著作
- J Langdon Down (1887). On some of the mental affections of childhood and youth. J. & A. Churchill. ISBN 1289537550